# (10549) Helsingborg
(10549) Helsingborg (1992 RM2) – planetoida z pasa głównego asteroid okrążająca Słońce w ciągu 4 lat 35 dni w średniej odległości 2,56 j.a. Została odkryta 2 września 1992 roku przez Erica Elsta.